# Cantó de Cervian

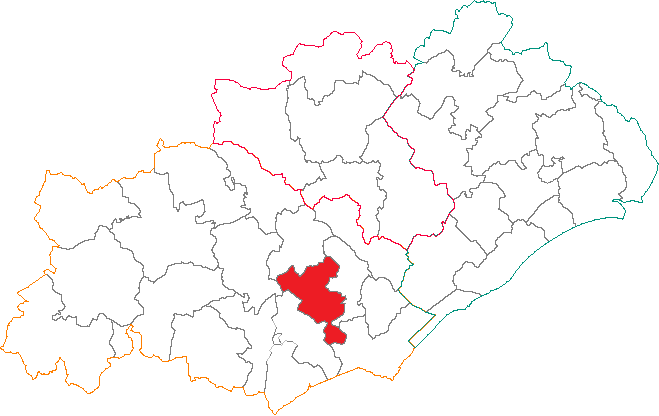
El cantó de Saint Chinian a l'Erau

El cantó de Servian és un cantó francès del departament de l'Erau, a la regió del Llenguadoc-Rosselló. Forma part del districte de Besiers, té 8 municipis i el cap cantonal és Servian.

## Municipis

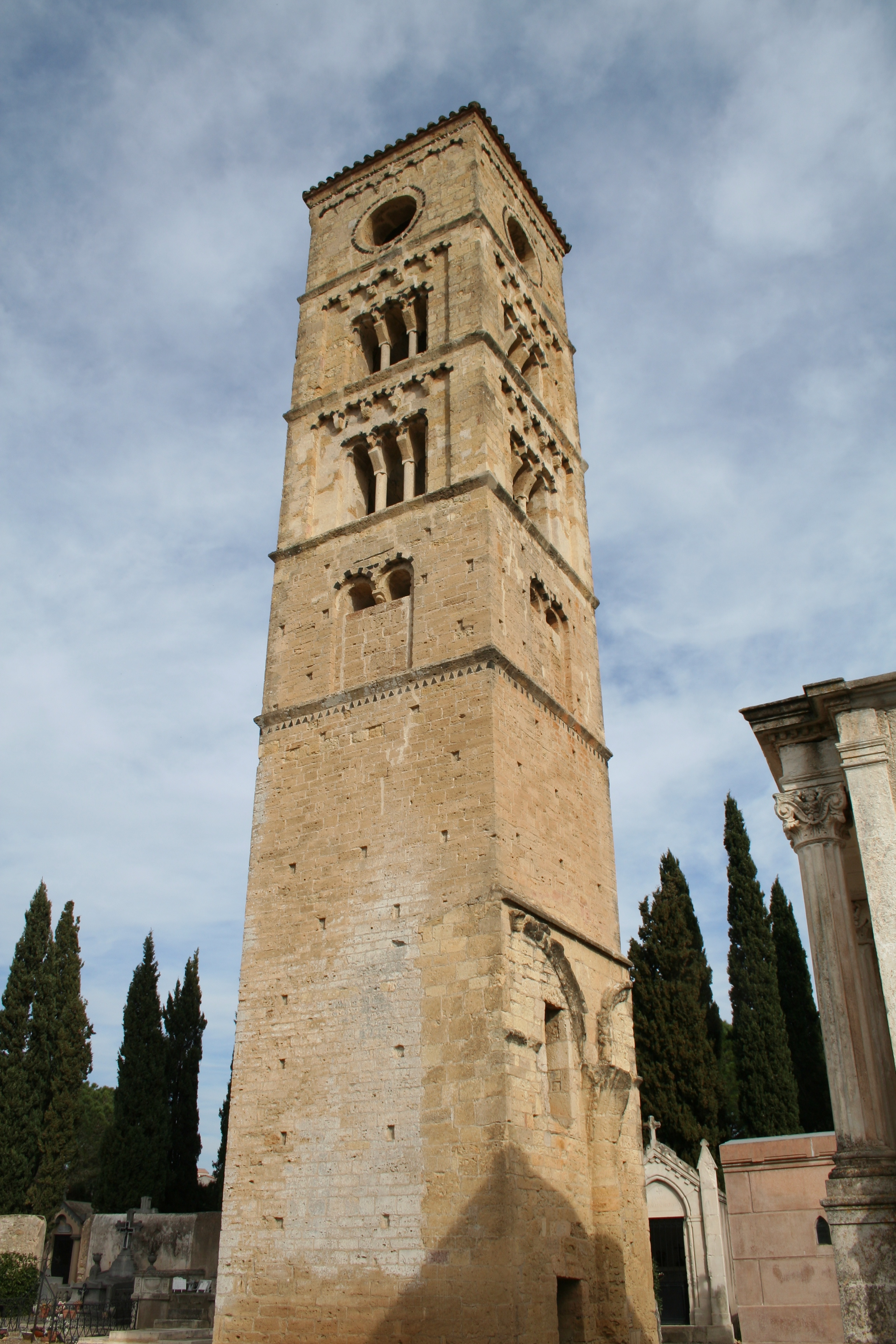
El campanar romànic de Puissalicon

- Abelhan
- Alinhan del Vent
- Colòbres
- Espondelhan
- Montblanc
- Puèg-ericon
- Cervian
- Valros